# Noxubee megye
Noxubee megye az Amerikai Egyesült Államokban, azon belül Mississippi államban található. Megyeszékhelye és legnagyobb városa Macon. Lakosainak száma 10 285 fő (2020. április 1.). Noxubee megye Lowndes, Kemper, Pickens, Sumter, Winston és Oktibbeha megyékkel határos.

## Népesség
A megye népességének változása:
| Lakosok száma | 11 505 | 11 342 | 11 210 | 11 089 | 11 043 | 10 285 |
|               | 2010   | 2011   | 2012   | 2013   | 2015   | 2020   |